# Uebelmannia
Uebelmannia (укр. Ібельманія) — рід сукулентних рослин з родини Кактусових.

## Етимологія
Рід описаний в 1967 році А. Бейнінгом (Buining, Albert F.H.) і названий на честь власника кактусної фірми з Швейцарії, спонсора низки експедицій до Південної Америки Вернера Ібельмана (Werner Uebelmann). За загальноприйнятим правилом назви рослин, утворені від місць їх зростання або прізвищ (імен) осіб, на честь яких вони названі, вимовляються з урахуванням національної і, отже, мовної приналежності, а не за правилами читання латинської мови. Тому Uebelmannia українською вимовляється як Ібельманія.

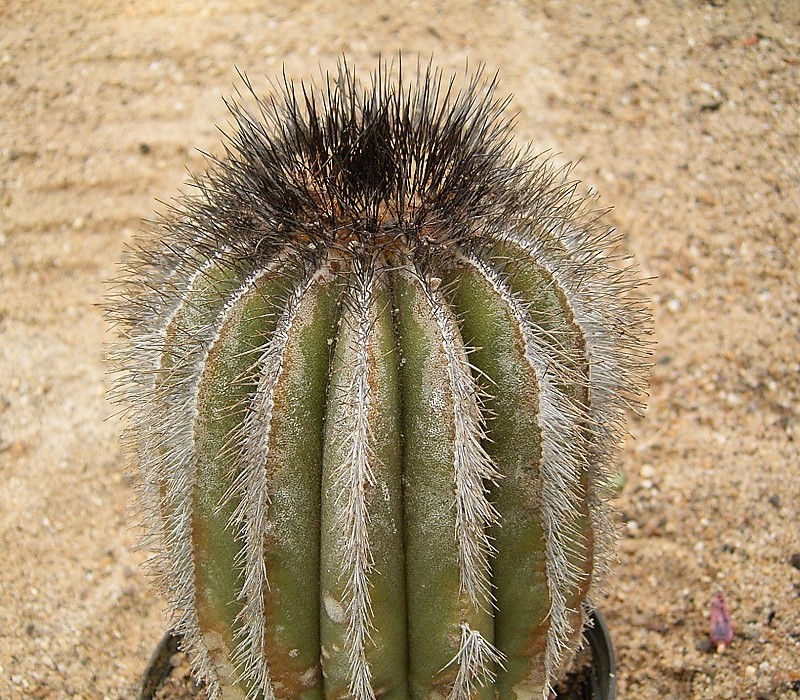
Uebelmannia pectinifera ssp. horrida

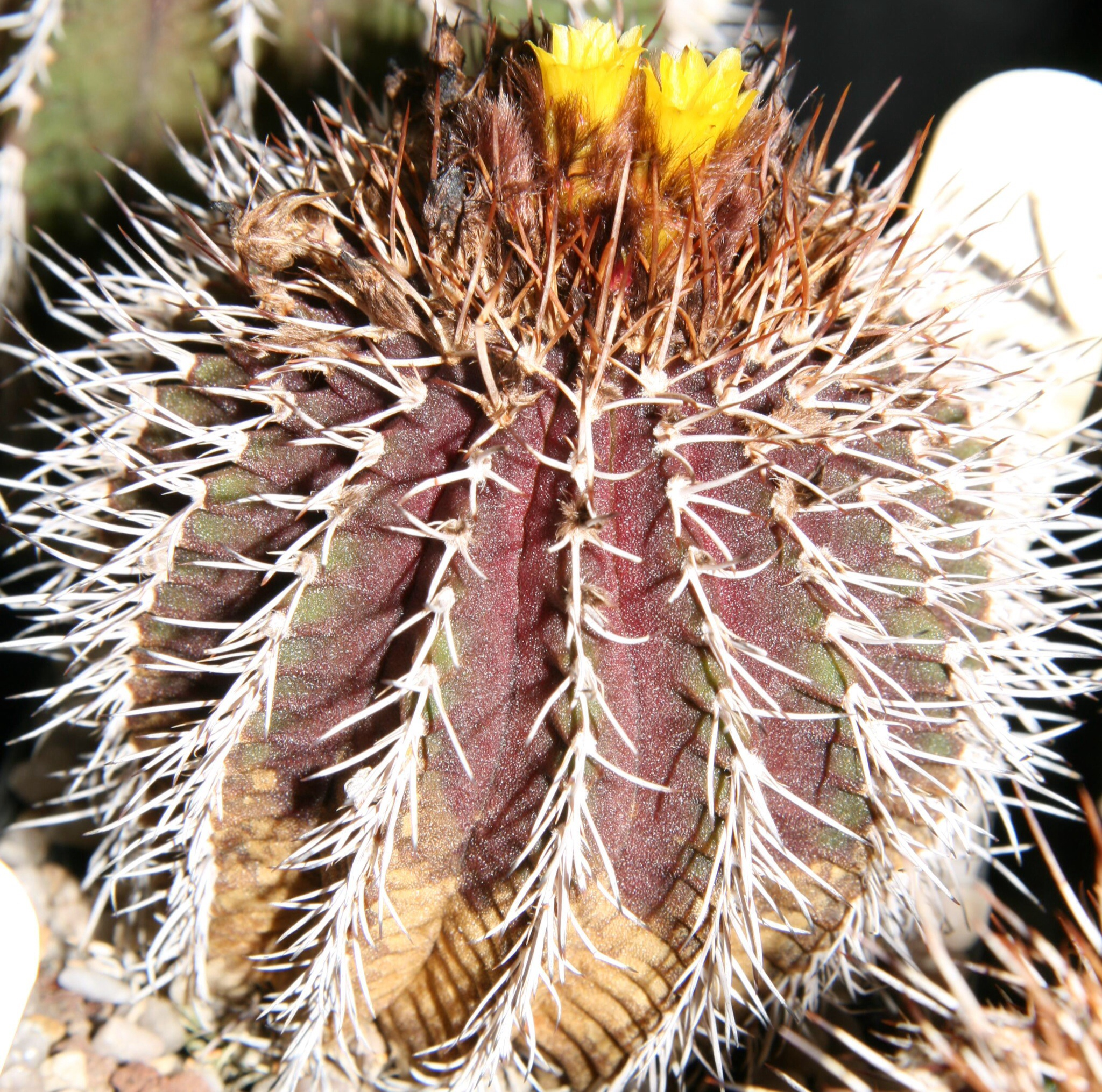
Uebelmannia buiningii

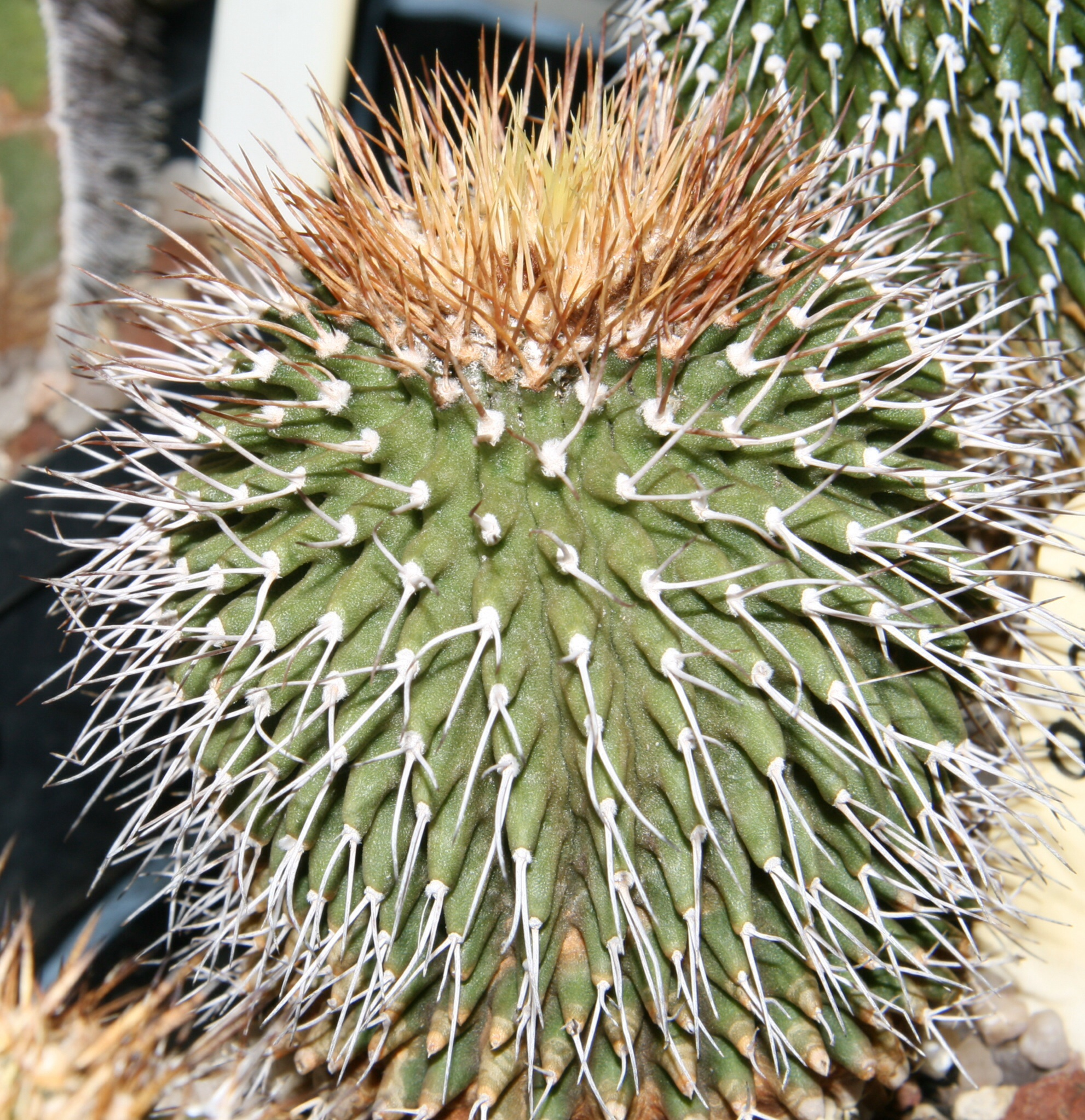
Uebelmannia gummifera

## Систематика
Ібельманії традиційно відносили до триби Notocacteae, однак анатомічні дослідження Рето Ніффелера, а також аналіз ДНК показали, що це невірно. Поки що еволюційні зв'язки роду Uebelmannia лишаються маловивченими, кактуси цієї групи відносять до триби Cereeae.

## Морфологічна характеристика
Рід включає три види типових одиночних кулеподібних кактусів, чия поверхня стебла вкрита восковими лусочками.

## Ареал
Бразильський штат Мінас-Жерайс (Minas Gerais).

## Екологія
У природних умовах ібельманії зустрічаються на відносно плоских ділянках місцевості в тріщинах скелястих виходів «шапад», де скупчуються продукти вивітрювання кварцових порід і розкладання листя чагарників, мохів і різних пучкових трав, а також на відкритих пологих просторах, заповнених наносним конгломератом з чистого кварцового піску з домішкою гумусних складових. Такий субстрат відрізняється високою проникністю, тому навіть зливові дощі просочують його водою лише на короткий проміжок часу. У неглибоких тріщинах скель волога утримується довше і ібельманії можуть по декілька днів перебувати в мокрому субстраті. У період посух рослини зморщуються і майже припиняють зростання, а пересохлі коріння стають крихкими. Вологе середовище для них у цей період може бути згубним, але природа влаштувала так, що вихід вегетативних органів зі стану стагнації відбувається за рахунок ранкових туманів і роси, що випадають при перепадах добових температур. На місцях зростання ібельманії вегетують цілий рік зі зниженням динаміки росту в період літніх посух і взимку, коли температура може опускатися нижче 10 °C, хоча в денні години вона піднімається вище 25 °C, тому ґрунт і коріння рослин рідко охолоджуються нижче 15 °C.

## Культивація
При утриманні ібельманій в колекціях потрібно виходити, так само як і для інших кактусів, з умов їх зростання в природі. Кореневласні рослини добре себе почувають у субстраті з кислою реакцією витяжки (рН ~ 5,6), що складається наполовину з листової землі, 30% від обсягу кварцового піску або крихти, а інше — наповнювачі. Місце розташування має бути світлим, з сонячним освітленням протягом декількох годин. Полив у період вегетації помірний у міру висихання ґрунту. Для наших широт літня стагнація не обов'язкова, хоча бажано в самий жаркий літній період рівень поливу знизити і замінити його частішим обприскуванням.
Зимують ібельманії при температурі 12-16 °C. Це самий відповідальний період утримання, тому що рослини припиняють свій ріст, їх стебла злегка розм'якшуються і зморщуються, а коренева система пересихає і стає ламкою. Уникнути цього можна акуратним перенесенням рослин в місця з нижнім підігрівом горщиків і одночасним зволоженням ґрунту. Таку «операцію» проводять 2-3 рази за час зимівлі. З приходом весни пробуджувати ібельманії від зимової сплячки найкраще частим обприскуванням, а поливання починати після того, як стебла наберуть тургор і з'являться перші ознаки росту. Зимівля при нижчих температурах в поєднанні з підвищеною вологістю повітря дуже часто викликає грибкові захворювання і епідерміс місцями покривається злегка опуклими коричневими плямами неправильної форми, що безнадійно псує зовнішній вигляд рослин.
Те ж явище відбувається при ненавмисному пошкодженні епідермісу: випадкових ударах, уколах колючками сусідніх рослин при перестановках тощо.

## Розмноження
Розмножують ібельманії насінням. Сіянці не викликають труднощів при догляді, але розвиваються повільно. Прискорити процес можна їх щепленням з наступним укоріненням підрослих рослин. Решта «пеньків» можуть служити додатковим джерелом отримання та укорінення або щеплення пагонів.

## Природоохоронний статус
Uebelmannia занесена до Додатку I CITES.
Всі три види Uebelmannia  входять до Червоного списку Міжнародного Союзу Охорони Природи:
- Uebelmannia buiningii — статус «Види на межі зникнення»;
- Uebelmannia gummifera — статус «Види під загрозою зникнення»;
- Uebelmannia pectinifera — статус «Види під загрозою зникнення».